# 小行星5361
小行星5361（5361 Goncharov）是一颗绕太阳运转的小行星，为主小行星带小行星。该小行星于1976年12月16日发现。

## 轨道参数
小行星5361的轨道半长轴为3.1319262 UA，离心率为0.089。